# Rocchetta Ligure
Rocchetta Ligure, (Rochëtta (Ligurin-a) en piemontès) és un municipi situat al territori de la província d'Alessandria, a la regió del Piemont (Itàlia).
Limita amb els municipis d'Albera Ligure, Cabella Ligure, Cantalupo Ligure, Mongiardino Ligure i Roccaforte Ligure.
Pertanyen al municipi les frazioni de Bregni Inferiore, Bregni Superiore, Celio, Pagliaro Inferiore, Pagliaro Superiore, Piani di Celio, Sant'Ambrogio i Sisola.

## Galeria fotogràfica

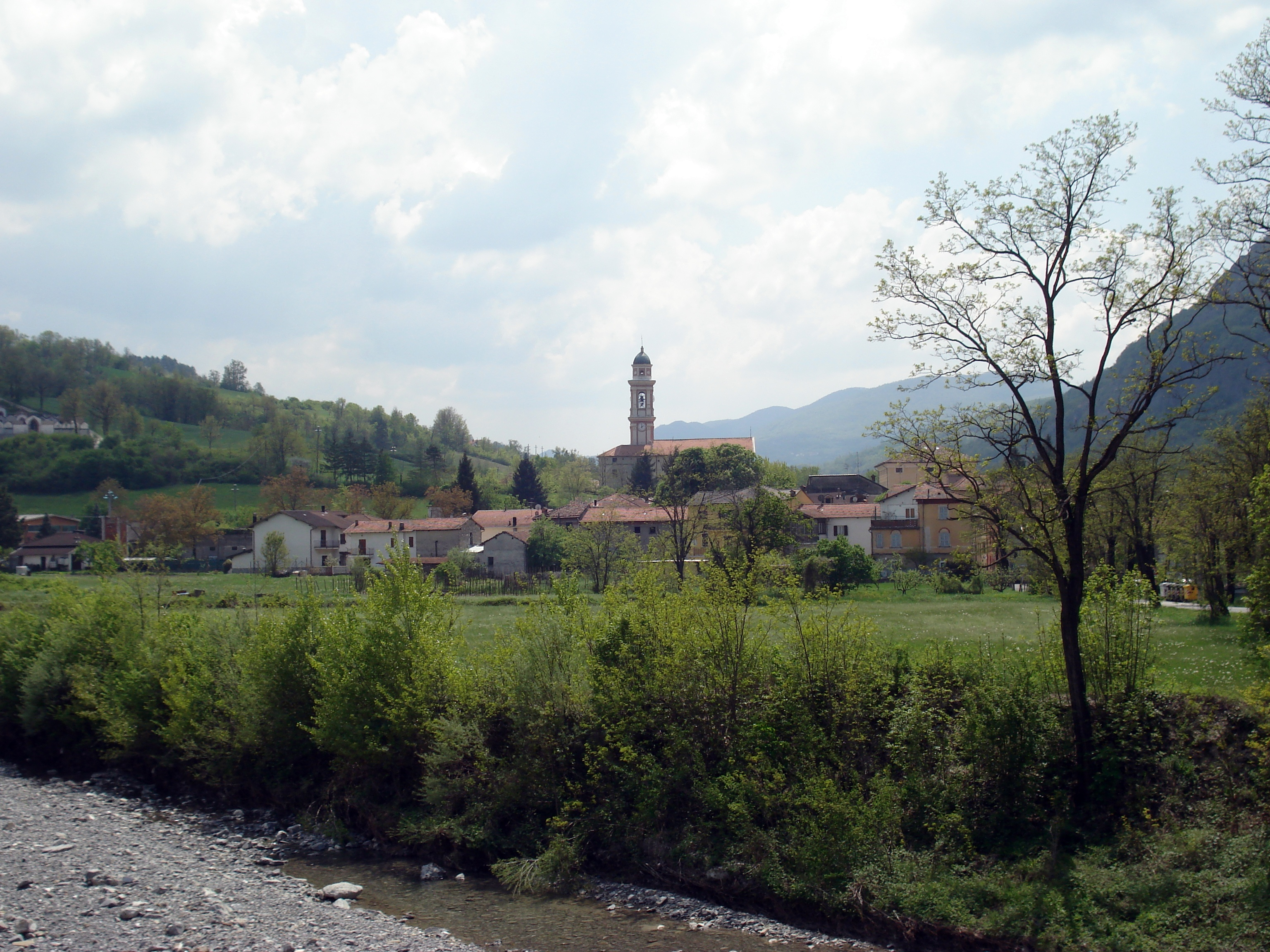
Vista del poble
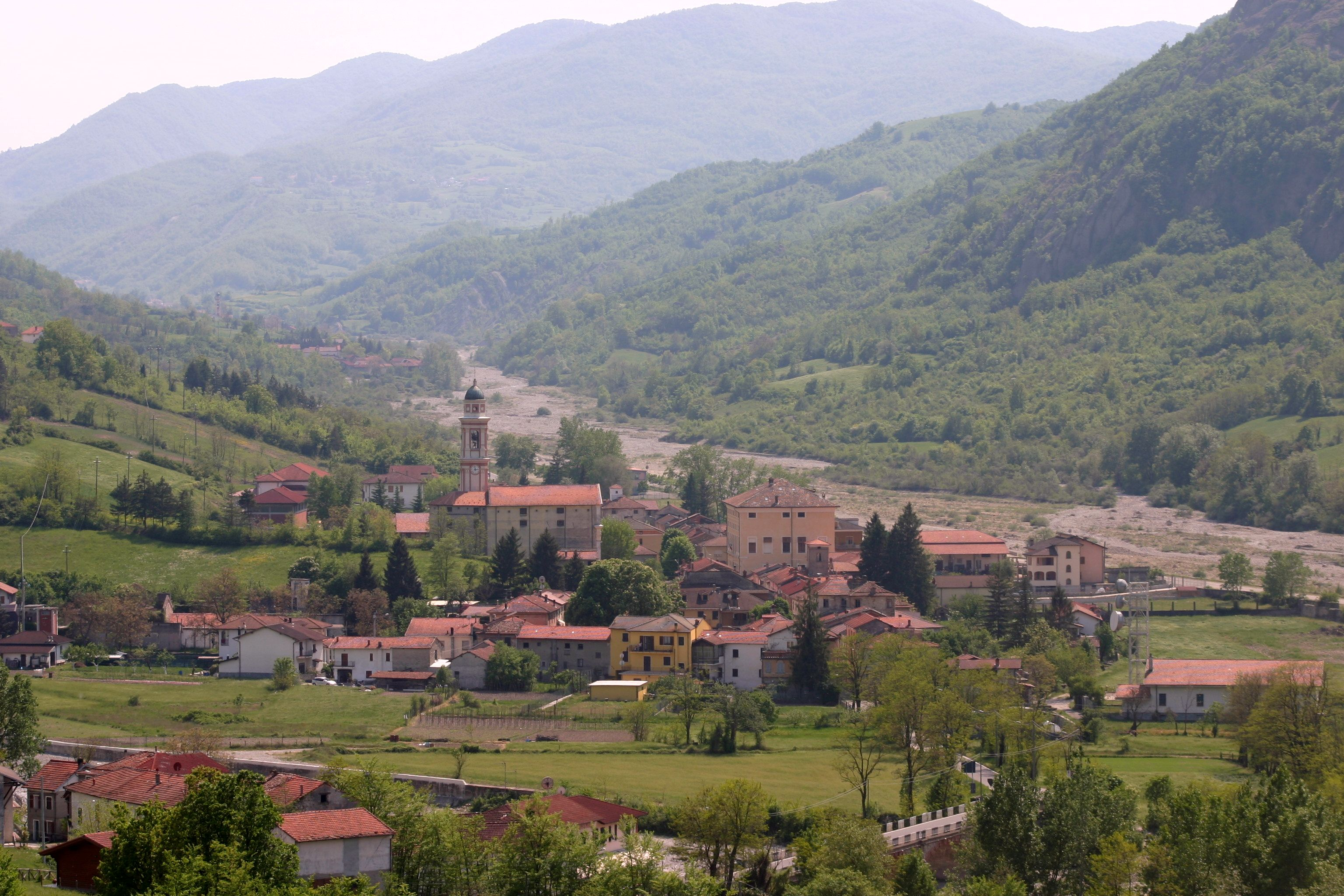
Vista del poble (2)
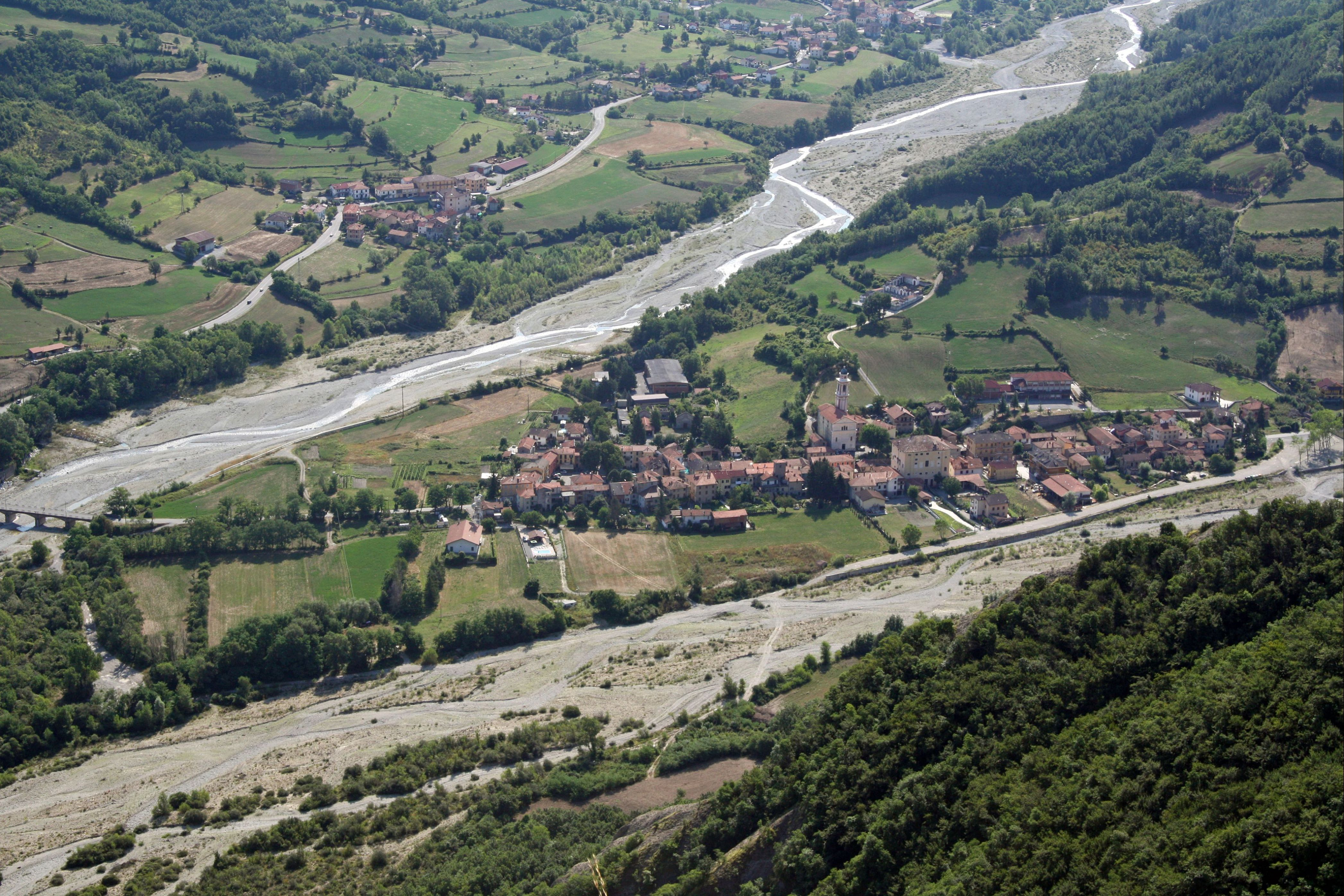
Vista des de la Croce degli Alpini (830 m)
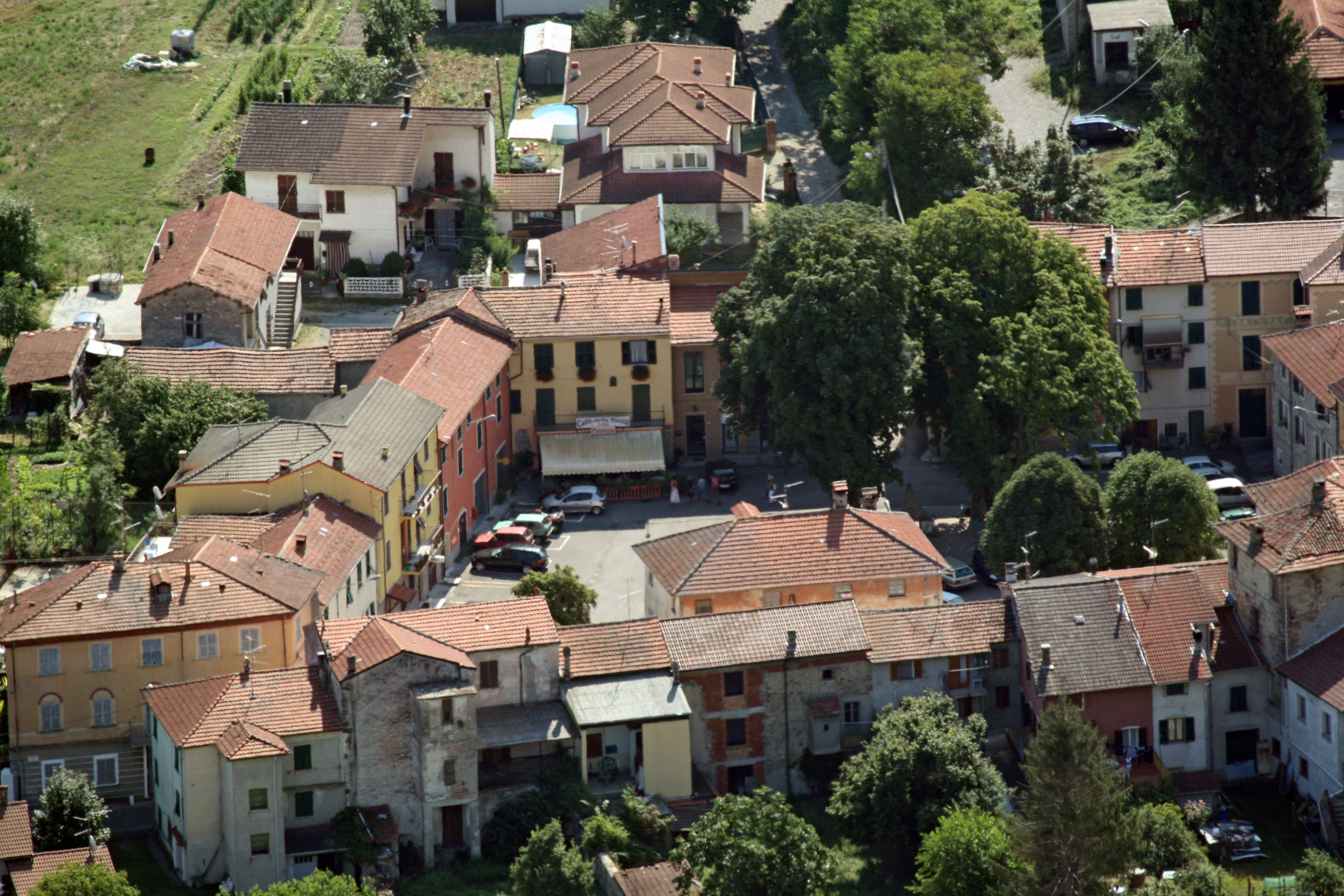
Plaça Regina Margherita